# Андерсон, Джордан
Джордан Андерсон (англ. Jordan Anderson, Jourdon Anderson; декабрь 1825 — 15 апреля 1907 года) — освобождённый афроамериканский невольник, известный продиктованным им письмом «Письмо освобождённого раба своему бывшему владельцу» (англ. Letter from a Freedman to His Old Master). Письмо было адресовано полковнику Патрику Генри Андерсону в ответ на его запрос о том, чтобы Джордан вернулся на плантацию, дабы помочь восстановить ферму после разброда эпохи войны. Оно считается редким примером задокументированного «рабского юмора» этого времени, а сдержанный стиль его сарказма сравнивается с сатирой Марка Твена.

## Биография
Андерсон родился около 1825 года в штате Теннесси. К 7 или 8 годам он был продан в рабство генералу Полдингу Андерсону в Биг-Спринг (округ Уилсон, Теннесси) и впоследствии передан сыну генерала, Патрику Генри Андерсону, возможно — как личный слуга и партнёр для игр, так как они были одного возраста. В 1848 году Джордан женился на Аманде (Мэнди) Макгрегор, от которой у него затем родилось 11 детей. В 1864 году солдаты армии Союза устроили стоянку на плантации Андерсона и освободили Джордана Андерсона. После этого он мог работать в военном госпитале Камберленда в Нашвилле, а затем устроился в Дейтоне при помощи хирурга, заведовавшего госпиталем, доктора Кларка Макдермонта. Там он работал слугой, уборщиком, извозчиком и конюхом, а в 1894 году стал пономарём, возможно в Уэслианской методистской церкви, и работал им вплоть до своей смерти. Его работодатель, Валентайн Винтерс, был свёкром Макдермонта. Андерсон умер в Дейтоне 15 апреля 1907 года от изнурения в возрасте 81 года, похоронен на кладбище Вудленд. Его жена Аманда умерла 12 апреля 1913 года и похоронена рядом с ним.

## Письмо
В июле 1865 года, через несколько месяцев после окончания Гражданской войны, полковник П. Г. Андерсон написал письмо своему бывшему и теперь освобождённому рабу, Джордану Андерсону, прося его вернуться поработать на плантации в Теннесси, которая оказалась в разрухе из-за войны. Приближался сезон сбора урожая, но собирать его было некому, и полковник делал отчаянную попытку сохранить ферму. 7 августа из своего дома в Огайо Джордан Андерсон продиктовал ответное письмо через своего работодателя-аболициониста, Валентайна Винтерса, который опубликовал его в газете Cincinnati Commercial. Письмо быстро стало медиасенсацией и было перепечатано в New York Daily Tribune 22 августа 1865 года и в The Freedsmen’s Book Марии Лидии Чайлд в том же году.
В письме Джордан Андерсон описывает свою лучшую жизнь в Огайо и просит бывшего владельца в доказательство своей доброй воли расплатиться за годы рабского труда, плату за который он задолжал Джордану и его семье — в общей сложности за 52 года. Он спрашивает, будут ли его дочери в безопасности и смогут ли они получать образование, так как они выросли в «красивых девушек» и Андерсон предпочёл бы умереть, чем «видеть, что мои дочери обесчещены насилием и злодеяниями своих молодых хозяев… как было с бедными Матильдой и Кэтрин». Письмо завершается словами «передайте привет Джорджу Картеру и поблагодарите его за то, что он отнял у вас пистолет, когда вы в меня стреляли».
Упоминаемые в письме люди реальны: Джордж Картер — столяр в округе Уилсон, «мисс Мэри» и «мисс Марта» — жена полковника, Мэри, и их дочь, Марта. Мужчина, упомянутый под именем «Генри», который собирался пристрелить Андерсона, если ему бы представился шанс, «скорее всего был сыном полковника, Патриком Генри-младшим, которого все звали Генри и которому было 18 лет, когда Андерсон ушёл в 1864 году». Две дочери, «бедные Матильда и Кэтрин», не уезжали с Андерсоном в Огайо и их судьба неизвестна; предположительно, либо испытание от рук «молодых хозяев» привело к их смерти, либо они были проданы другим рабовладельцам ещё до освобождения Андерсона. Валентайн Винтерс — банкир в Дейтоне и основатель Winters Bank, именем которого семья Андерсонов в 1870 году назвала своего сына.

## Наследие

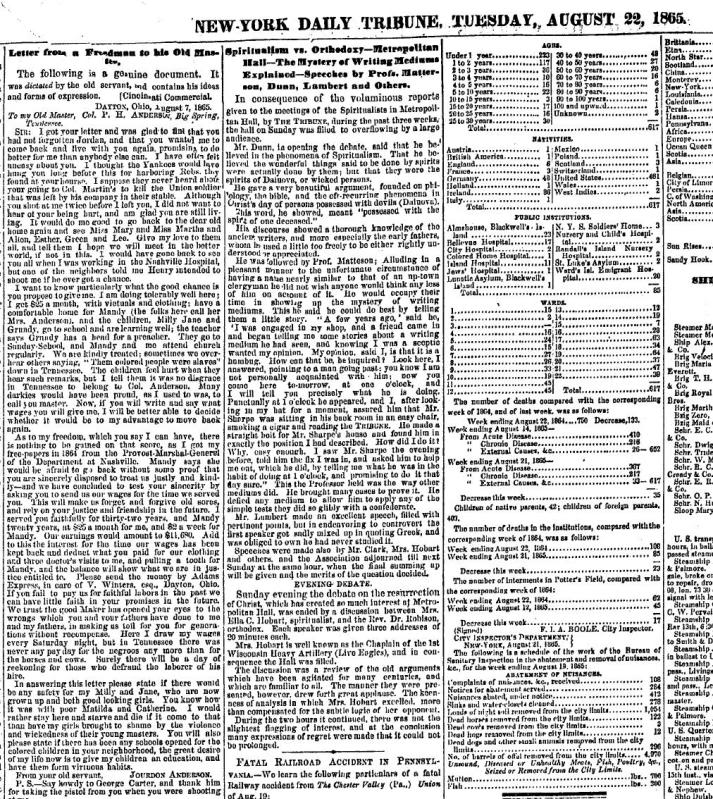
Перепечатка письма в газете New York Daily Tribune, 1865 год

Полковник Андерсон, не сумев привлечь бывших рабов, продал землю за бесценок, чтобы попытаться расплатиться с долгами. Он умер двумя годами позже в возрасте 44 лет. До 2006 года историк Реймонд Уинбуш нашёл живых родственников полковника и, согласно его данным, они «всё ещё недовольны Джорданом за невозвращение», так как плантация была в серьёзной разрухе после войны.
Доктор Валентайн Винтерс Андерсон, сын Джордана Андерсона, был близким другом афроамериканского писателя Пола Лоренса Данбара. Персонаж с именем «Джеремия Андерсон», которого бывший владелец безуспешно просит вернуться на плантацию, присутствует в коротком рассказе Данбара The Wisdom of Silence.
Майкл Джонсон, историк в университете Джонса Хопкинса, отследил упоминаемых людей и места, чтобы проверить подлинность документа. Он обнаружил, что архивы с данными о рабах 1860 года упоминают полковника П. Г. Андерсона в правильном округе и что некоторые из его рабов, не упоминаемые по имени, совпадали по полу и возрасту с упоминаемыми в письме. Джордан Андерсон, его жена и дети также упоминаются в переписи Дейтона 1870 года; в списках присутствуют записи о том, что они чернокожие и родились в Теннесси.
Рой И. Финкенбайн, профессор университета Детройт-Мерси, составляет биографию Андерсона.